# Sparganium
Sparganium L. 1753 (vernacular, espargânio) é um género de plantas com flor, contendo cerca de 12 espécies, com distribuição natural muito alargada nas zonas húmidas das regiões de clima temperado do Hemisfério Norte e do Hemisfério Sul. As espécies que o integram são  plantas perenes, herbáceas, típicas dos pântanos e alagadiços ripícolas, que podem atingir 3,5 m de altura (dependendo da espécie), com flores epicenas. O género foi considerado como fazendo parte da família monotípica Sparganiaceae, mas estudos filogenéticos demonstraram que Sparganium é estreitamente aparentado com o género Typha, razão pela qual o sistema APG III (2009) o incluiu na família Typhaceae.

## Descrição
O género Sparganium, que integra espécies por vezes designadas pelos nomes comuns de espadana ou espadana-da-água, agrupa plantas aquáticas comuns em pântano, marismas e áreas ripícolas pouco profundas das regiões de clima temperado e frio de ambos os hemisférios. O género inclui 26 espécies validamente descritas, entre as quais 9 espécies com distribuição natural na América do Norte.
O caule, que pode ser flutuante ou emergente, emerge de um rizoma enterrado nos lodos do fundo, o qual, como aliás é comum entre as plantas adaptadas aos ambientes permanentemente inundados das zonas húmidas, depende da presença de um aerênquimano caule para transportar o oxigénio atmosférico até ao sistema radicular. São em geral plantas robustas e direitas, com as gemas de renovo mantidas abaixo da superfície da água.
As folhas são geralmente direitas, triangulares em secção transversal, espatuladas.  As flores agrupam-se em inflorescências ramificadas, com as flores em aglomerados esféricos, com as masculinas situadas acima das femininas no eixo principal e em cada ramo.
As sementes podem acumular-se no solo em densos bancos de sementes, o que permite às populações destas plantas uma rápida regeneração durante os períodos em que a água esteja mais baixa.
As espécies do género Sparganium são um importante componente da vegetação aquática e ripícola nas regiões de clima temperado e ártico. Nesses habitats são uma importante fonte de alimento e abrigo para aves aquáticas e outra fauna selvagem.
O género Sparganium foi publicado por Linnaeus em Species Plantarum (1753), com duas espécies reconhecidas: Sparganium erectum e Sparganium natans.
As flores e os frutos esféricos, conferem às plantas deste género um grande interesse ornamental, razão pela qual são utilizadas em arquitectura paisagística e em ajardinamento de áreas ripícolas. Algumas espécies europeias eram consideradas como plantas medicinais, sendo mecionadas por William Turner (1562),  que considerava como virtudes Sparganium ser bom para ser dado com vinho contra o veneno de serpentes.

## Taxonomia
Espécies
1. Sparganium americanum - leste da América do Norte
2. Sparganium androcladum - leste da América do Norte
3. Sparganium angustifolium - Europa, Ásia, América do Norte
4. Sparganium confertum - Yunnan
5. Sparganium emersum - Europa, Ásia, América do Norte
6. Sparganium × englerianum - Alemanha
7. Sparganium erectum - Europa, Ásia, América do Norte
8. Sparganium eurycarpum - Extremo Oriente Russo, Japão, América do Norte
9. Sparganium fallax - Ásia Oriental, Himalaias, Samatra, Nova Guiné
10. Sparganium fluctuans - Canadá, norte dos Estados Unidos (Nova Inglaterra, NY PA NJ MI WI MN WA)
11. Sparganium glomeratum - Escandinávia, Repúblicas Bálticas, Bielorrússia, Rússia, China, Mongólia, Japão, Canadá, Minnesota, Wisconsin
12. Sparganium gramineum - Escandinávia, Repúblicas Bálticas, Rússia, Japão
13. Sparganium hyperboreum - Alpes, Subártico (Europa, Rússia, Alasca, Canadá, Gronelândia)
14. Sparganium japonicum - Primorye, Japão, Coreia
15. Sparganium kawakamii - Sakhalin, ilhas Kuril
16. Sparganium limosum - Yunnan
17. Sparganium × longifolium - norte da Rússia
18. Sparganium natans - Europa, Ásia, América do Norte
19. Sparganium × oligocarpon  - Sibéria
20. Sparganium probatovae - Kamchatka
21. Sparganium rothertii - Sibéria, Manchúria, Japão
22. Sparganium × speirocephalum - Finlândia
23. Sparganium × splendens - oeste da Rússia
24. Sparganium stoloniferum - Ásia temperada
25. Sparganium subglobosum - Ásia oriental, Himalaias, Nova Guiné, Austrália, Nova Zelândia
26. Sparganium yunnanense - Yunnan